# 芙蓉南站
芙蓉南站（规划建设阶段曾称生态动物园站），位于中华人民共和国湖南省长沙市天心区，是长株潭城际铁路上的火车站，于2016年12月26日启用，由广州铁路集团管辖。

## 車站周邊
- 长沙生态动物园
- 长沙银行暮云支行
- 星沙农商银行南托支行
- 湖南省气象局
- 景苑大酒店
- 中南大学湘雅二医院长株潭分院

## 歷史
- 2016年12月26日启用。

## 外部連結
- 中国铁路客户服务中心 （页面存档备份，存于）